# Јован Суботић (свештеник)
Јован Суботић (село Греди, код Босанске Градишке, 7. јануара 1835 — Босанска Градишка, 29.јун 1914) је био протојереј Српске православне цркве, и национални радник.

## Биографија
Свештеник Јован Суботић је рођен 7. јануара 1835. у селу Греди код Босанске Градишке. Један је од ријетких свештеника из Босанске Крајине који је у то вријеме завршио богословију у Београду. По свршеном школовању оженио се Маријом Мостић из Бања Луке. Рукоположен је за ђакона на празник Успења Пресвете Богородице 15. августа, а за свештеника на Крстовдан 14. септембра 1864. и постављен на парохију у Босанској Градишци. Прота Јован је био други парох градишки и све до пензионисања 1912. је опслуживао пола вароши и села: Елезагиће, Рогоље, Ровине и Чатрњу.Један је од потписника повјеренице од 24. јула 1895. коју је свештенство градишког намјесништва упутило Митрополиту Георгију Николајевићу када је био нападнут од дописника новосадске Страже.
Имао је бројно потомство: Косту, Душана, Милана (+1891), Госпаву, Петру, Сару, Анку и Георгину.
Као свештеник службовао је 48 година.